# Bulbophyllum ignobile
Bulbophyllum ignobile är en orkidéart som beskrevs av Johannes Jacobus Smith. Bulbophyllum ignobile ingår i släktet Bulbophyllum och familjen orkidéer. Inga underarter finns listade i Catalogue of Life.